# Paraliparis bathybius
Paraliparis bathybius ist ein Fisch aus der Familie Scheibenbäuche (Liparidae), der sich meist in tieferen Bereichen des Arktischen Ozeans und angrenzenden Regionen des Atlantiks aufhält.

## Beschreibung
Die Art erinnert in ihrem Aussehen an eine Kaulquappe mit großem Kopf und nach hinten schmaler werdenden Körper. Die Rücken- und die Afterflosse strecken sich über fast den gesamten Körper. Dagegen ist die Schwanzflosse sehr klein und die Bauchflossen sind zweigeteilt. Im Gegensatz zu den meisten Arten der Familie hat P. bathybius keine Saugscheibe. Die Farbe ist überwiegend schwarz mit einer leichten Tendenz zu dunkelgrau am Hinterkörper. Bis zu 25 cm lange Exemplare wurden registriert.
Paraliparis bathybius kommt von der Arktis bis in den Atlantik südlich von Grönland und im Europäischen Nordmeer vor, z. B. nahe Island, um die Färöer und bei der Bäreninsel.
Die Lebensweise der Art ist wenig erforscht. Sie hält sich meist in kalten Wasserschichten nahe dem Meeresboden in 1.000 bis 1.800 Meter Tiefe auf. Die Rekordtiefe liegt bei 4.009 Metern. Selten schwimmt der Fisch im offenen Meer (pelagial). Als Nahrung dienen Schnecken, Flohkrebse und andere Krebstiere. Im Frühjahr legen Weibchen bis zu 400 Eier.